# 反町隆史
反町 隆史（そりまち たかし、1973年〈昭和48年〉12月19日 - ）は、日本の俳優、歌手。元ファッションモデル、元ジャニーズJr.。埼玉県浦和市出身。研音所属。妻は女優の松嶋菜々子。

## 略歴
浦和市立大谷場小学校、浦和市立大谷場中学校、浦和情報文化専門学校高等課程情報ビジネス科中途退学。専門学校在学中からモデルなどを経験。
デビュー当初はジャニーズ事務所に所属し、ジャニーズJr.のユニット・平家派のメンバーとして、光GENJIのバックダンサーを務めた。当時は中学3年生で本名の野口隆史で芸能活動していた。
16歳でモデル事務所に所属し、ファッションモデルとして活動、パリ・コレクションにも出演。以降、プライベートで、ボクシングジムに通い体作りに取り組んだり、詞を書きとめ続ける創作活動に取り組む。
1994年春に所属事務所を研音に移籍してからは俳優として活躍。この時に現在の芸名に改名する。由来は龍反町で、社長が「龍のような男になれ」という願いを込めて名付けたという。
1994年7月にテレビドラマ『毎度ゴメンなさぁい』で俳優デビュー。以降、テレビドラマを中心に活躍する傍ら、1997年から歌手としても音源リリースやライブ活動などを行う。
1997年から1998年にかけて『バージンロード』、『ビーチボーイズ』、『GTO』など話題作に出演して高視聴率となる。『GTO』は最高視聴率35.7%を記録して大ヒットした。
ドラマ『GTO』で共演した女優の松嶋菜々子は、『GTO』撮影終了から約1年後の1999年11月に交際を始め、2001年2月21日にZEPP TOKYOでライブ（国内最後のライブ）を終えた後に結婚した。11月22日に反町の公式サイトでファンに報告し、フジテレビのV3スタジオで反町と松嶋が会見した。2人の人気は当時絶頂であり、21世紀最初のビッグカップル誕生と騒がれた。
2004年5月31日に長女、2007年11月30日に次女が誕生。自身がプライベートと仕事を区別し、公私混同を避けているため、子供は一切公表していない。
2011年5月、居住している渋谷区内のマンションで、飼犬のドーベルマンが、同階に住んでいた佐藤悦子にかみつき、11日間のけがを負わせる。反町夫妻が慰謝料と治療費を支払うことで示談が成立したが、佐藤が現場を通る度に気分が悪くなるなどしたため、翌月同マンションから転居。契約上、中途転居者は賃料2カ月分350万円を解約違約金として管理会社に支払うよう規定されていたが、転居の経緯を踏まえて管理会社は被害者に違約金を請求せず、反町夫妻側に失った賃料収入も含めた約5220万円の損害賠償支払を求め提訴、2013年5月14日、一審の東京地方裁判所は、解約費用と弁護士費用相当の385万円を払うよう反町夫妻に求める判決を下す。反町夫妻、管理会社側の双方が控訴したが、同年10月10日、二審の東京高等裁判所は、一審の判決を変更、室内で飼える小動物以外の飼育を禁止しているマンションの規則に反し「屋外の散歩が必要な大型犬を飼っていた夫妻の責任は大きい」として、新たに9か月分の賃料を損害額と認定、賠償額を1725万円に増やす判決を下した。
2015年10月、『相棒』シリーズに4代目相棒・冠城亘役として起用され、season14より出演。2022年3月23日に放送される『相棒season20』第20話で卒業するまでに138回出演し、出演期間としては初代相棒・亀山薫役の寺脇康文に次ぐ長さとなった。

### 音楽活動
1997年に『ビーチボーイズ』の主題歌「Forever」で歌手デビュー。同年、「Forever」で第48回NHK紅白歌合戦に初出場を果たす。
1998年には憧れだった氷室京介提供作品「ONE」、『GTO』の主題歌「POISON 〜言いたい事も言えないこんな世の中は〜」をリリースし、いずれもヒット曲となった。後者は赤ちゃんが必ず泣き止むとして、2010年代末にネットで有名になった。『ラブコンプレックス』の主題歌「Free」など、出演ドラマ主題歌になることが多かった。作詞についてはインタビューで「僕は僕自身の言葉で語りたい」と語り、すべて反町自身が手掛けた。
俳優としての活動などに専念することから2001年3月7日に行われた香港公演のライブが最後となっており、その後は新曲リリースもライブ活動も行われていないが、2024年4月1日放送予定の『GTOリバイバル』主題歌としてBLUE ENCOUNTが『POISON』をカバーした際には反町もフィーチャリングボーカルとして参加した。
1997年の歌手デビューから2001年の歌手活動休止までにオリジナルアルバムを3枚、ライブ映像作品を2本などを残した。
1998年に第12回日本ゴールドディスク大賞 ベスト・ニュー・アーティスト・オブ・ザ・イヤーを受賞している。

## 人物
- バスフィッシングが趣味。1990年代後半には、釣具大手のダイワ（現グローブライド）のイメージモデルを務めており、同社のカタログやポスターに頻繁に登場した。利根川バスクラブに所属、同団体が開催しているバストーナメントに参戦しており、過去には入賞経験もある腕前。最高のサイズは64センチを琵琶湖で釣り上げている。TBC2008第5戦では5位に入賞している。メガバスがスポンサーしており、国際フィッシングショー2008ではメガバスブースに顔を出している。メガバス社長の伊東由樹と親交が深い。メガバス社の製品の中には「DESTROYER TSモデル」という竿があるが、これはTakashi Sorimachiの頭文字が由来である。[11]琵琶湖畔にバス釣りに没頭するための別荘を所有している。[12]
- 子供の頃はサッカーに熱中したサッカー少年だった。小2から本格的に始め、将来の夢はプロサッカー選手か漁師になることだった。
- 中学生の時にヴェルディ川崎のジュニアユーステストを受けて合格したが、周りをみて自分では無理だと思い、断念した。
- 一つ年上の姉がいる。
- 唐沢寿明、竹野内豊、沢村一樹、水谷豊、織田裕二とは、プライベートでも親交がある。ムロツヨシとはジムが同じでサウナ友達。2024年10月2日放送の『小泉孝太郎&ムロツヨシ 自由気ままに二人旅』の日光旅にサプライズゲストとして出る予定が、ロケ前にサウナでムロと会い出演する事をバラしてしまい、ムロから「先輩、それは言っちゃいけないやつです」と言われてしまう。

## 出演
※作品名が太字のものは主演

### テレビドラマ
NHK
- 大河ドラマ（NHK）
  - 利家とまつ〜加賀百万石物語〜（2002年1月6日 - 12月15日） - 織田信長 役
  - 八重の桜（2013年1月6日 - 12月15日） - 大山巌 役
- シェエラザード 海底に眠る永遠の愛（2004年7月31日、NHK） - 主演・堀勝一 役
- 限界集落株式会社[13]（2015年1月31日 - 2月28日、NHK） - 主演・大内正登 役

TBS系
- 毎度ゴメンなさぁい（1994年7月5日 - 9月20日） - 高田裕二 役
- 毎度おジャマしまぁす（1995年4月11日 - 6月27日） - 鶴田裕二 役
- 部屋においでよ（1995年1月13日 - 3月24日） - 中原健 役
- 未成年（1995年10月13日 - 12月22日） - 坂詰五郎 役
- チープラブ（1999年10月15日 - 12月17日） - 主演・柳瀬純一 役
- ナンバーワン(2001年12月27日、TBS）−夢野狂夜役
- ホットマン（2003年4月10日 - 6月19日、TBS） - 主演・降矢円造 役
  - ホットマン'04春スペシャル（2004年4月14日、TBS） - 主演・降矢円造 役
  - ホットマン2（2004年10月7日 - 12月23日、TBS） - 主演・降矢円造 役
- 最高の人生の終り方〜エンディングプランナー〜（2012年1月12日 - 3月15日、TBS） - 井原健人 役
- 花のち晴れ〜花男 Next Season〜 （2018年4月17日 - 6月26日、TBS） - 江戸川誠 役[14]
- オールドルーキー（2022年6月26日 - 9月4日、TBS） - 高柳雅史 役[15]

フジテレビ系
- 沙粧妙子-最後の事件-（1995年8月9日、フジテレビ） - ナンパ男 役
- 翼をください!（1996年7月1日 - 9月23日、フジテレビ） - 桜木淳弥 役
- バージンロード（1997年1月6日 - 3月17日、フジテレビ） - 主演・吉見薫 役（和久井映見とW主演）
- ビーチボーイズ（1997年7月7日 - 9月22日、フジテレビ） - 主演・桜井広海 役（竹野内豊とW主演）
  - ビーチボーイズスペシャル（1998年1月3日、フジテレビ） - 主演・桜井広海 役
  - ビーチボーイズに憧れて（2024年1月6日、フジテレビ）‐本人役（特別出演）
- イヴ 　第10話（1997年12月18日、フジテレビ）-通行人役（友情出演）
- GTO（1998年7月7日 - 9月22日、関西テレビ放送） - 主演・鬼塚英吉 役
  - GTOドラマスペシャル（1999年6月29日、関西テレビ放送） - 主演・鬼塚英吉 役
  - GTOリバイバル（2024年4月1日、関西テレビ放送） - 主演・鬼塚英吉 役[16][17]
- Over Time-オーバー・タイム（1999年1月4日 - 3月20日、フジテレビ） - 主演・楓宗一郎 役（江角マキコとW主演）
- ラブコンプレックス（2000年10月12日 - 12月21日、フジテレビ） - 主演・真行寺アユム 役（唐沢寿明とW主演）
- ダブルスコア（2002年10月8日−12月17日）−主演・橘真ノ介役（押尾学とW主演）
- ワンダフルライフ（2004年4月13日 - 6月29日、フジテレビ） - 主演・桐島明 役
- 千の風になって ドラマスペシャル第2弾「ゾウのはな子」（2007年8月4日、フジテレビ） - 主演・吉岡亮平 役
- BOSS（2009年6月18日・25日、フジテレビ） - 高倉龍平 役
- GOLD（2010年7月8日 - 9月16日、フジテレビ） - 蓮見丈治 役
- グッドライフ〜ありがとう、パパ。さよなら〜（2011年4月19日 - 6月28日、関西テレビ放送） - 主演・澤本大地 役
- 松本清張没後20年特別企画・市長死す（2012年4月3日、フジテレビ） - 主演・笠木公蔵 役
- 東野圭吾ミステリーズ 第5話「甘いはずなのに」（2012年8月2日、フジテレビ） - 主演・中川伸彦 役
- 金曜プレステージ
  - 捜査一課・澤村慶司 - 主演・澤村慶司 役
  - 逸脱〜捜査一課・澤村慶司（2013年2月15日、フジテレビ）
  - 執着〜捜査一課・澤村慶司2（2014年3月7日、フジテレビ）
- 福家警部補の挨拶 第1話（2014年1月14日、フジテレビ） - 藤堂昌也 役
- あすなろ三三七拍子（2014年7月15日 - 9月9日） - 齊藤裕一 役
- SUITS/スーツ2 第1話（2020年4月13日） - 三津谷聡 役[18]
- スタンドUPスタート（2023年1月18日 - 3月29日） - 三星義知 役[19][20]
- オクラ〜迷宮入り事件捜査〜（2024年10月8日 - 12月17日、フジテレビ） - 主演・飛鷹千寿 役（杉野遥亮とW主演）[21]

日本テレビ系
- 竜馬におまかせ!（1996年4月10日 - 6月26日、日本テレビ） - 岡田以蔵 役
- 嫁取り婿取り大騒動（1998年1月6日、日本テレビ） - 本人役
- 日本のシンドラー杉原千畝物語 六千人の命のビザ（2005年10月11日、讀賣テレビ放送） - 主演・杉原千畝 役
- 戦国自衛隊・関ケ原の戦い（2006年1月31日・2月7日、日本テレビ） - 主演・伊庭二等陸尉 役
- 14才の母（2006年12月13日・20日、日本テレビ） - 土田太郎 役（友情出演）
- ドリーム☆アゲイン（2007年10月13日 - 12月15日、日本テレビ） - 主演・小木駿介 役
- 父と息子の男旅（2012年1月7日 - 3月10日、日本テレビ） - 主演・タカシ 役

テレビ朝日系
- 流転の王妃・最後の皇弟（2003年11月29日 - 11月30日、テレビ朝日） - 桜井哲士 役
- ロト6で3億2千万円当てた男（2008年7月4日 - 9月5日、朝日放送） - 主演・立花悟 役
- 交渉人〜THE NEGOTIATOR〜（第2シリーズ）（2009年12月17日、テレビ朝日） - 中川伸也 役
- 迷宮捜査（2015年5月10日、テレビ朝日） - 主演・名波洋一郎 役[22]
- 相棒（テレビ朝日） - 主演・冠城亘 役[23]（水谷豊とW主演）
  - season14 （2015年10月14日 - 2016年3月16日）
  - season15 （2016年10月12日 - 2017年3月22日）
  - season16 （2017年10月18日 - 2018年3月14日）
  - season17 （2018年10月17日 - 2019年3月20日）
  - season18 （2019年10月9日 - 2020年3月18日）
  - season19 （2020年10月14日 - 2021年3月17日）
  - season20（2021年10月13日 - 2022年3月23日）
- グレイトギフト（2024年1月18日 - 3月14日、テレビ朝日） - 主演・藤巻達臣 役[24][25]

テレビ東京系
- 柳生武芸帳（2010年1月2日、テレビ東京） - 主演・柳生十兵衛 役
- リーガル・ハート 〜いのちの再建弁護士〜（2019年7月22日 - 9月2日、テレビ東京） - 主演・村越誠一 役[26]
- TOKAGE 警視庁特殊犯捜査係（2025年6月30日、テレビ東京） - 主演・上野数馬 役[27]

WOWOW
- 今どきの若いモンは（2022年4月9日 - 5月28日、WOWOW） - 主演・石沢一 役[28]
- 水滸伝（2026年放送予定、WOWOW）- 晁蓋 役[29]

### 配信ドラマ
- 「相棒」配信オリジナル『杉下右京はここにいる』（2020年、TELASA） - 主演・冠城亘 役
- 「相棒」配信オリジナル『冠城亘はここにいる』（2020年、TELASA） - 主演・冠城亘 役
- 「相棒」配信オリジナル『とりしらべ』（2022年、TELASA） - 主演・冠城亘 役
- ビーチボーイズに憧れて 第4話『広海が帰ってきた！？』（2023年12月15日 - 、FOD[注 2]） - 反町隆史（本人役）[30][31]
- 僕の愛しい妖怪ガールフレンド（2024年3月22日、Amazon Prime Video） - 犬飼忠義 役[32]

### 映画
- 君を忘れない（1995年9月23日、日本ヘラルド映画） - 三浦草太 役
- GTO（1999年12月18日、東映） - 主演・鬼塚英吉 役
- フルタイム・キラー（FULL TIME KILLER 全職殺手）（2001年8月3日、香港公開） - 主演・"O"  役
- 13階段（2003年2月8日、東宝） - 主演・三上純一 役
- 男たちの大和/YAMATO（2005年12月17日、東映） - 主演・森脇庄八二等主計兵曹 役
- 蒼き狼 〜地果て海尽きるまで〜（2007年3月3日、松竹・角川春樹事務所） - 主演・テムジン/チンギス・ハーン 役
- 交渉人 THE MOVIE タイムリミット高度10,000mの頭脳戦（2010年2月11日、東映） - 中川伸也 役
- 座頭市 THE LAST（2010年5月29日、東宝） - 柳司 役
- カノジョは嘘を愛しすぎてる（2013年12月公開、東宝） - 高樹総一郎 役
- 相棒 -劇場版IV- 首都クライシス 人質は50万人! 特命係 最後の決断（2017年2月11日、東映） - 主演・ 冠城亘 役[33]
- 翔んで埼玉（2019年2月2日、東映） - 本人 役※宣材写真のみ
- ホットギミック ガールミーツボーイ（2019年6月28日公開、東映） - 小田切実 役
- みをつくし料理帖（2020年10月16日、東映） - 水原東西 役[34]

### オリジナルビデオ
- RUN AND GUN（1999年7月、VHS、ZMVZ-1003） - プライベートバスフィッシングビデオ

### NHK紅白歌合戦出場歴
| 年度/放送回                | 回 | 曲目    | 出演順  | 対戦相手 |
| -------------------------- | -- | ------- | ------- | -------- |
| 1997年（平成9年） / 第48回 | 初 | Forever | 03 / 25 | 岩本公水 |

- 出演順は「出演順 / 出場者数」で表す。

### ドキュメンタリー
- 火曜ワイドスペシャル「反町隆史が泣いた アフリカ最高峰・キリマンジャロに挑む」（2000年7月25日、フジテレビ）

### テレビアニメ
- 人間交差点 第1話「傷」（2003年4月5日、テレビ東京）
- ドラえもん（2018年11月9日、第2期、テレビ朝日） - 冠城亘 役[35]

### CM
現在
- 資生堂
  - アグレ（1997年1月 - 2001年1月）
  - SHISEIDO MEN（2023年11月 - ）
- ハウス食品「ジャワカレー」（2017年2月 - ）
- ECO信頼サービス（2019年11月 - ）
- アリナミン製薬
  - アリナミンV（2022年4月 - ）
  - アリナミンメディカルバランス（2022年4月 - ）
  - アリナミンEXプラスα（2022年12月 - 2024年3月）
- ベネフィット・ワン「ベネワン・プラットフォーム」（2022年6月 - ）
- ソフトバンク「スマホデビュー1年生」（2024年1月 - ）
- 東芝ライフスタイル「レッドスクエア登場」篇（2024年9月14日 - ）[36]

過去
- 関西セルラー電話（1994年12月 - 1997年11月）
- 江崎グリコ「アーモンドチョコ」「ココナッツポッキー」「LEE」（1995年8月 - 1999年8月）
- ロート製薬 「ロートZi:Φ」「ロートZi:fLush」（1996年4月 - 1999年3月）
- 三菱自動車工業 「パジェロ Jr.」（1997年1月 - 1999年1月）
- 富士写真フイルム 「エピオン」（1997年3月 - 1999年2月）
- UCC上島珈琲 「UCCスーパー2」（1997年5月 - 1998年5月）
- ダイワ精工（1998年1月 - 1999年12月）
- 日本航空 「'98 JAL 沖縄」「JAL SKI 北海道'99」（1998年2月 - 1999年2月）
- ミリオンカード・サービス「ミリオンカード」「ミリオンギフトカード」（1998年2月 - 2004年1月）
- 日本コカ・コーラ 「スプライト」「リーフス」（1999年2月 - 2000年2月）
- 永谷園 「お茶づけ海苔」（2000年1月 - 2001年1月）
- 日本マイクロソフト 「MSN Hotmail 年賀状キャンペーン」（2000年12月 - 2001年1月）
- ポーラフーズ 「MINTIA」（2001年3月 - 2002年3月）
- 三共 「リゲイン」（2001年3月 - 2002年3月）
- 合同酒精 「Hi-Boy」（2001年3月 - 2003年2月）
- ライオン 「デンターアミノ」（2003年9月 - 2005年8月）
- トヨタ自動車 「ヴォクシー」（2004年8月 - 2013年9月）
- 中央商事・東急不動産・東京急行・三菱地所・相鉄不動産 「Prize Hill」 （2005年1月 - 12月）
- キリンビバレッジ 「FIRE」（2005年9月 - 2007年9月）
- キリンビール 「麒麟ZERO〈生〉」（2008年2月 - 2011年2月）
- 花王 「アタックNeo」（2008年11月 - 2011年11月）
- フィッツコーポレーション 「RISINGWAVE」 （2012年10月 - 2013年9月）
- P&G 「h&s For Men」（2013年1月 - 2015年2月）
- サントリー「マグナムドライ」（2019年）
- 日産自動車 スカイライン（2019年12月18日以降不定期 - 2022年3月23日） - 相棒とのタイアップCM[37][38]

### その他
- オフィチーネ・パネライ（2018年11月 - ） - アンバサダー[39]
- 資生堂 SHISEIDO MEN（2023年11月 - ） - アンバサダー（妻・松嶋菜々子とともに）[40]
- 東芝ライフスタイル（2024年7月下旬 - ） - アンバサダー[41]

## ディスコグラフィ

### シングル
1. Forever （1997年7月30日、マーキュリー・ミュージックエンタテインメント、PHDL-1100）
フジテレビ系ドラマ『ビーチボーイズ』主題歌
2. FOREVER DREAM （1997年12月19日、マーキュリー・ミュージックエンタテインメント、PHCL-8707）
3. ONE （1998年4月15日、マーキュリー・ミュージックエンタテインメント、PHDL-1125）
日本航空「'98JAL沖縄キャンペーン」CMソング
キリンビバレッジ「FIRE」CMソング
4. POISON 〜言いたい事も言えないこんな世の中は〜 （1998年7月29日、マーキュリー・ミュージックエンタテインメント、PHDL-1170）
フジテレビ系ドラマ『GTO』主題歌
5. Poison -Movie Mix- （1999年12月18日、マーキュリー・ミュージックエンタテインメント、PHCL-11014）
劇場版『GTO』主題歌
6. Free （2000年11月1日、Kitty MME、UMCK-5501）
フジテレビ系ドラマ『ラブコンプレックス』主題歌

### オリジナルアルバム
1. メッセージ （1997年9月10日、マーキュリー・ミュージックエンタテインメント、PHCL-5069）
2. HIGH LIFE （1998年9月18日、マーキュリー・ミュージックエンタテインメント、PHCL-5111）
3. SOUL （2000年12月6日、Kitty MME、UMCK-4004）

### ベストアルバム
1. BEST OF MY TIME [Limited Edition] （1999年3月17日、マーキュリー・ミュージックエンタテインメント、PHCL-4501）
  - スペシャル・ビデオと未公開写真集を含むブックレットをセットにしたスペシャル・ボックス仕様。
2. BEST OF MY TIME 〜1999 （2000年3月29日、マーキュリー・ミュージックエンタテインメント、PHCL-5147）
  - 映画版『GTO』主題歌「POISON〜movie#mix〜」を追加収録。
3. BEST of BEST （2006年6月7日、USMジャパン、UPCY-6144）
4. GOLDEN☆BEST 反町隆史 （2010年12月8日、ユニバーサル ストラテジック マーケティング ジャパン、UPCY-6628）

### 映像作品
1. メッセージ （1997年10月 VHS：PHVL-3504、2000年12月20日 DVD：UMBK-1508）
  - MV集。
2. ONE HOUR LIVE MESSAGE （1998年3月 VHS：PHVL-5801、2000年12月20日 DVD：UMBK-1509）
  - ライブ。1997年12月渋谷ON AIR EAST。
3. CLIPS and more （1998年12月 VHS：PHVL-4901）
  - MV集。
4. TAKASHI SORIMACHI LIVE TOUR'98 HIGH LIFE （1999年2月 VHS：PHVL-6801、2000年12月20日 DVD：UMBK-1511）
  - ライブ。1998年11月17日中野サンプラザ。
5. 1997-2000 SINGLE CLIPS （2000年12月20日 DVD：UMBK-1510）
  - VHS「CLIPS and more」にMV「Free」を追加収録しDVD化。

## 書籍
- Song of Love-TAKASHI SORIMACHI（2001年6月、ワニブックス、ISBN 9784847026584） - フォトエッセイ

## 受賞歴
- 1998年 第8回TV LIFE年間ドラマ大賞 主演男優賞（『GTO』）[42]
- 1998年 第12回日本ゴールドディスク大賞 ベスト・ニュー・アーティスト・オブ・ザ・イヤー[43]